# 駒形インターチェンジ
駒形インターチェンジ（こまがたインターチェンジ）は、群馬県前橋市駒形町にある北関東自動車道のインターチェンジである。

## 歴史
- 2001年（平成13年）3月31日：高崎JCT - 伊勢崎IC間開通に伴い、供用開始[2]。

## 周辺
- 駒形駅（JR東日本・両毛線）
- 伊勢崎オートレース場
- スーパーモールいせさき
- ガーデン前橋
- 前橋厄除け大師

## 接続する道路
- 直接接続
  - E50北関東自動車道(2番)
  - 群馬県道2号前橋館林線

## 料金所
- ブース数：5

### 入口
- ブース数：2
  - ETC専用：1
  - 一般：1

### 出口
- ブース数：3
  - ETC専用：1
  - ETC・一般：1
  - 一般：1

## 隣
E50 北関東自動車道
(1) 前橋南IC - (2) 駒形IC - (2-1) 波志江PA/SIC - (3) 伊勢崎IC